# سوفي إيفانز
سوفي إيفانز (بالإنجليزية: Sophie Evans)‏ هي مغنية وممثلة بريطانية، ولدت في 13 فبراير 1993 في المملكة المتحدة.

## وصلات خارجية
- سوفي إيفانز على موقع IMDb (الإنجليزية)
- سوفي إيفانز على موقع ديسكوغز (الإنجليزية)
- سوفي إيفانز على موقع قاعدة بيانات الفيلم (الإنجليزية)